# Морс, Нил
Нил Морс (англ. Neal Morse; род. 2 августа 1960, Ван-Найс, США) — американский певец, мультиинструменталист, композитор и автор песен в стиле прогрессивного рока. Вместе со своим братом Аланом основал группу Spock's Beard. C 1999 года участвует в супергруппе Transatlantic. В 2002 году Нил Морс объявил о своём рождении свыше, покинул Spock’s Beard и увлёкся музыкой в стиле христианский рок. С тех пор Морс стал сооснователем ещё трёх музыкальных коллективов: Yellow Matter Custard, Flying Colors, Neal Morse и The Neal Morse Band.
В 2011 году Нил Морс опубликовал свою автобиографию «Testimony». Братья Нила — Ричард и Алан — тоже занимаются музыкой. Примечательно, что Стив Морс, основатель группы Flying Colors, не является родственником Нила, а просто однофамилец.

## Дискография
Список содержит только студийные альбомы.

### The Neal Morse Band
- The Grand Experiment (2015)
- The Similitude of a Dream (2016)
- The Great Adventure (2019)

### Spock’s Beard
- The Light (1995)
- Beware of Darkness (1996)
- The Kindness of Strangers (1998)
- Day for Night (1999)
- V (2000)
- Snow (2002)

### Transatlantic
- SMPT:e (2000)
- Bridge Across Forever (2001)
- The Whirlwind (2009)
- Kaleidoscope (2014)
- The Absolute Universe (2021)

### Morse Portnoy George
- Cover to Cover (2006)
- Cover 2 Cover (2012)
- Cov3r To Cov3r (2020)

### Flying Colors
- Flying Colors (2012)
- Second Nature (2014)
- Third Degree (2019)

### Сольные альбомы
- Neal Morse (1999)
- It’s Not Too Late (2002)
- Testimony (2003)
- One (2004)
- ? (2005)
- God Won’t Give Up (2005)
- Sola Scriptura (2007)
- Songs From The Highway (2007)
- Lifeline (2008)
- Testimony 2 (2011)
- Momentum (2012)
- Songs From November (2014)
- To God Be The Glory (2016)
- Life & Times (2018)
- Jesus Christ The Exorcist (2019)
- Sola Gratia (2020)